# 유니언역 버스 터미널
유니언역 버스 터미널(Union Station Bus Terminal)은 캐나다 온타리오주 토론토 시내의 CIBC 스퀘어 남부 타워에 위치한 시외버스 터미널이다. 이 터미널에는 현재 GO 트랜싯 광역버스는 물론 TOK 코치라인스의 장거리 시외버스가 운행한다. 온타리오주의 공기업인 메트로링스가 소유하는 이 터미널 건물은 캐나다에서 가장 붐비는 교통 허브인 유니언역과 바로 연결되어있다.
현재 터미널은 2020년 12월 5일에 유니언역 선로 북쪽에 있었던 기존 야외 터미널을 대체하기 위해 개장하였다.

## 역사

### 기존 터미널
1970년대부터 1990년대까지 GO 트랜싯 버스는 베이와 던다스가에 위치한 토론토 시외버스 터미널에 버스가 정차하였다. GO 트랜싯이 시외버스 터미널에 더 이상 정차하지 않으면서 프론트가에 최대 7대까지 정차할 수 있는 도로변 버스 정류장에 버스가 정차하였다. 하지만 택시, 트럭과 다른 승용차가 버스 정류장에 무단 정차하여 도로에 혼선을 빚었다. GO 트랜싯 직원들은 또한 버스를 기다리는 승객들이 인도에서 걸어다니는 승객들과 겹치지 않도록 교통정리가 필요했다.
교통 정체와 운행 지연을 거듭한 끝에 유니언역에 GO 트랜싯 버스가 정차하는 전용 터미널이 필요하였다. GO 트랜싯은 이에 따라 2003년에 900만 달러를 들여 베이가 141번지에 GO 트랜싯 전용 터미널을 개장하였다. 시외버스는 여전히 토론토 시외버스 터미널에서 운행하였다.
기존 버스 터미널은 작은 객차기지였으며 이후에는 CP 익스프레스 & 트랜스포트 건물로 쓰였다. 기존의 오래된 구조물은 대부분 철거되었고 도크 게이트는 그 구조를 유지하고 석회암 재질의 계기판은 복원되었다.
기존 터미널은 철도역에서 베이가 선상 통로를 따라 연결되어있었고 버스 터미널에서 베이 동쪽 통로를 따라 4번에서 13번 승강장까지 이어지는 계단도 있었다.
터미널에는 승강장이 7개가 있었고 노선별로 승강장이 따로 지정되어있었다. GO 버스가 지정된 승강장에서 출발했기 때문에 버스가 몰려 지연되는 경우가 부지기수였고 버스 터미널의 높이 제한으로 이 터미널에 정차하는 모든 버스는 단층 버스나 저상 이층버스로 운행해야 했다. 이 터미널은 평일 기준 버스가 하루 평균 485회 정차했으며 13,600명이 이용하였다. 메트로링스에 따르면 터미널 개장 이후 총 1억 명이 넘는 승객이 이 터미널을 이용하였다.
기존 버스 터미널은 2020년 12월 5일 유니언역 선로 남쪽에 지어지는 CIBC 스퀘어 남쪽 타워로 이전하면서 운행을 중단하였고 버스 터미널 건물이 운행을 중단하면서 CIBC 스퀘어 북쪽 타워가 이 부지에 지어질 예정이다.

### 설계, 건설 및 개장
2007년, 메트로링스의 전신이였던 광역토론토교통공단은 노후한 토론토 시외버스 터미널과 유니언역 버스 터미널을 이전해 하나의 새로운 터미널을 지을 것을 권장하였다. 이후 몇 년 동안 설계 작업이 지속되었고 메트로링스는 2012년에 베이가 45번지에 새로운 버스 터미널을 짓는 방안을 검토하고 있다고 밝혔다.
2014년, 메트로링스는 유니언역 버스 터미널을 기존에 베이와 레이크쇼어 북동쪽에 지어질 베이 파크 센터의 남쪽 타워로 이전하는 방안을 수립하였다. 베이 파크 센터는 이후 캐나다 임페리얼 상업은행 (CIBC)이 토론토 본사를 이곳으로 이전하면서 CIBC 스퀘어로 이름이 변경되었다.
새로운 터미널을 짓는 대가로 메트로링스는 기존 터미널 부지인 베이가 141번지를 부동산 개발업체인 아이반호 케임브리지에 매각하고 남쪽 타워에 99년 동안 새로운 터미널이 입주하게 되었다. 터미널 공사는 2017년에 시작되었고 2020년 12월 5일에 완공하였다. 터미널 개발은 메트로링스와 부동산 개발업체인 아이반호 케임브리지와 합작하여 이루어졌다. CIBC 스퀘어의 건설사는 윌킨슨아이어 (WilkinsonEyre)와 애덤슨 어소시에이츠 (Adamson Associates)사가 맡았다.
터미널 신설 공사의 일환으로 베이가 동쪽 통로가 한시적으로 폐쇄되었다. 이 통로가 다시 개장하는대로 기존 터미널 부지에 지어지는 북쪽 타워로 이어지게 된다. 2020년 중반에 들어서서 새로운 버스 터미널이 완공되었고 버스 시험 운행에 돌입하였다. 터미널은 2020년 12월 5일에 GO 트랜싯 버스 운행 50주년과 동시에 개통하였다. 2021년 5월 말에는 버스 터미널과 GO 트랜싯 통근열차 4번에서 13번 승강장까지 연결하는 베이가 동쪽 통로가 다시 개장하였다.

## 위치와 구조
버스 터미널은 베이가 81번지에 위치해있으며, 레이크쇼어 블루버드 북동쪽, 유니언역 남서쪽, 유니언역 선로 남쪽에 위치해있다. 터미널은 48층 규모의 CIBC 스퀘어 남쪽 타워 내부에 있으며 유니언역까지는 토론토의 지하상가 연결 통로인 PATH를 통해 스코샤뱅크 아레나를 거쳐 연결된다.
지상 출입구는 두 군데 있는데, 하나는 스코샤뱅크 아레나 맞은 편에 있는 베이가 출입구, 다른 한 곳은 베이가 동쪽에 있는 레이크쇼어 블루버드 출입구이다. 토론토 교통국은 베이가 출입구에 휠체어 승객들을 수송하며 1층에 터미널로 마중나오는 차량 정차 공간과 자전거 거치대가 구비되어있다.
터미널 승강장과 대합실은 CIBC 스퀘어 남쪽 타워에서 두 층을 차지한다. 터미널은 냉난방 시설이 설치되어있고 유리문이 대합실과 버스 승강장을 분리한다. 이 외에도 와이파이와 충전 시설, 화장실이 있다. 터미널에는 또한 휠체어와 교통약자 승객이 이용할 수 있는 엘리베이터와 시각장애인 승객을 위한 점자 안내판도 곳곳에 비치되어있다.
승차 절차는 공항 탑승 절차와 비슷하다. 디지털 전광판이 해당 버스를 기다리는 승객들이 어디에서 대기해야 하는 지 알려주고, 승강장 번호는 탑승 10분 전에 전광판에 나타나며 안내방송도 자동으로 나온다. 유리문은 버스가 승객을 실어나를 준비가 되었을 때만 문이 열린다.
10,000m² 규모의 복층 터미널은 승강장이 기존 터미널보다 두 배나 많은 14개에 달하며 GO 트랜싯의 이층 버스를 수용할 수 있다. 기존 터미널과 달리 버스 노선 별로 승강장이 따로 지정되어 있지 않으며 이에 따라 승하차에 따른 운행 지연을 줄일 수 있게 되었다. 승객들의 안전을 위해 승강장 문은 버스가 승하차할 때에만 열린다.

## 운행 노선
유니언역 버스 터미널에는 광역 및 시외버스 노선이 운행한다.

### GO 트랜싯
GO 트랜싯은 광역 토론토 및 해밀턴 지역의 도시와 마을 등지를 잇는 광역버스 노선을 운행한다. 유니언역에서 해밀턴으로 바로 가는 해밀턴 급행 버스를 제외한 나머지 버스는 통근열차 노선과 연계되어 있으며 통근열차가 운행하지 않는 시간대에 이 버스 터미널에서 버스가 출발한다.
| 노선 | 노선                 | 노선                       | 종점                           | 종점 | 종점                 | 경유지 | 기준일          | 비고 |
| ---- | -------------------- | -------------------------- | ------------------------------ | ---- | -------------------- | --- | --------------- | --- |
| 16   | 해밀턴 / 토론토 급행 | Hamilton / Toronto Express | 해밀턴 GO 센터                 | ↔    | 유니언역 버스 터미널 | 메인 / 롱우드 · 해밀턴 GO 센터 | 2023년 6월 24일 | |
| 18A  | 레이크쇼어 웨스트    | Lakeshore West             | 웨스트하버역                   | ←    | 유니언역 버스 터미널 | 오크빌역 · 브론티역 · 애플비역 · 벌링턴역 · 올더숏역 · 메인 / 롱우드 · 해밀턴 GO 센터 · 웨스트하버역 | 2023년 6월 24일 | 올더숏역 이후 해밀턴 시내 구간은 선택 정차 구간으로 버스 기사에게 해당 정류장에 정차하겠다고 알려주어야 한다. 그렇지 않을 경우 올더숏역에 종착한다.                                          |
| 18B  | 레이크쇼어 웨스트    | Lakeshore West             | 해밀턴 GO 센터                 | →    | 유니언역 버스 터미널 | 당역 종착 | 2023년 6월 24일 | |
| 18C  | 레이크쇼어 웨스트    | Lakeshore West             | 해밀턴 GO 센터                 | ←    | 유니언역 버스 터미널 | 포트크레딧역 · 클락슨역 · 오크빌역 · 브론티역 · 애플비역 · 벌링턴역 · 올더숏역 · 메인 / 롱우드 · 해밀턴 GO 센터 | 2023년 6월 24일 | 올더숏역 이후 해밀턴 시내 구간은 선택 정차 구간으로 버스 기사에게 해당 정류장에 정차하겠다고 알려주어야 한다. 그렇지 않을 경우 올더숏역에 종착한다.                                          |
| 18D  | 레이크쇼어 웨스트    | Lakeshore West             | 클락슨역                       | ←    | 유니언역 버스 터미널 | 포트크레딧역 · 클락슨역 | 2023년 6월 24일 | |
| 18F  | 레이크쇼어 웨스트    | Lakeshore West             | 해밀턴 GO 센터                 | ←    | 유니언역 버스 터미널 | 오크빌역 · 브론티역 · 애플비역 · 벌링턴역 · 올더숏역 · 메인 / 롱우드 · 해밀턴 GO 센터 | 2023년 6월 24일 | 올더숏역 이후 해밀턴 시내 구간은 선택 정차 구간으로 버스 기사에게 해당 정류장에 정차하겠다고 알려주어야 한다. 그렇지 않을 경우 올더숏역에 종착한다.                                          |
| 18G  | 레이크쇼어 웨스트    | Lakeshore West             | 해밀턴 GO 센터                 | →    | 유니언역 버스 터미널 | 당역 종착 | 2023년 6월 24일 | |
| 18H  | 레이크쇼어 웨스트    | Lakeshore West             | 오크빌역                       | ↔    | 유니언역 버스 터미널 | 포트크레딧역 · 클락슨역 · 오크빌역 | 2023년 6월 24일 | |
| 18J  | 레이크쇼어 웨스트    | Lakeshore West             | 웨스트하버역                   | →    | 유니언역 버스 터미널 | 당역 종착 | 2023년 6월 24일 | |
| 21   | 밀턴                 | Milton                     | 밀턴역                         | ↔    | 유니언역 버스 터미널 | 쿡스빌역 · 스퀘어원 쇼핑센터 · 에린데일역 · 오크빌역 · 스트리츠빌역 · 메도우베일역 · 메도우베일 타운 센터 · 리스가역 · 데리 / 9번 · 밀턴역                                                                           | 2023년 6월 24일 | 유니언역까지 운행하던 밀턴선 버스가 대부분 레이크쇼어 웨스트선과 연계하여 운행하는 버스로 바뀌었다. 이에 따라 포트크레딧, 클락슨 또는 오크빌역에서 밀턴선 버스로 갈아타야 한다.              |
| 31   | 키치너               | Kitchener                  | 궬프 대학교                    | ↔    | 유니언역 버스 터미널 | 맬튼역 · 브래멀리역 · 스틸즈 / 러더퍼드 · 쇼퍼스 월드 브램턴 · 브램턴역 · 보베이어드 / 휴론타리오 · 마운트플레전트역 · 궬프 / 킹 · 조지타운역 · 메인 / 크로스 · 액튼역 · 알마 / 잉커맨 · 궬프 센트럴역 · 궬프 대학교 | 2023년 6월 24일 | |
| 31A  | 키치너               | Kitchener                  | 궬프 대학교                    | ←    | 유니언역 버스 터미널 | 스틸즈 / 러더퍼드 · 쇼퍼스 월드 브램턴 · 브램턴역 · 보베이어드 / 휴론타리오 · 마운트플레전트역 · 궬프 / 킹 · 조지타운역 · 메인 / 크로스 · 액튼역 · 알마 / 잉커맨 · 궬프 센트럴역 · 궬프 대학교                       | 2023년 6월 24일 | |
| 31E  | 키치너               | Kitchener                  | 조지타운역                     | ↔    | 유니언역 버스 터미널 | 맬튼역 · 브래멀리역 · 스틸즈 / 러더퍼드 · 쇼퍼스 월드 브램턴 · 브램턴역 · 보베이어드 / 휴론타리오 · 마운트플레전트역 · 궬프 / 킹 · 조지타운역                                                                        | 2023년 6월 24일 | 마운트플레전트에서 조지타운역까지는 선택 정차 구간으로, 버스 운전사에게 해당 정류장에 정차하겠다고 알려주어야 한다. 해당 구간에 정차하는 사람이 없으면 보베이어드 / 휴론타리오에서 종착한다. |
| 31F  | 키치너               | Kitchener                  | 조지타운역                     | ↔    | 유니언역 버스 터미널 | 스틸즈 / 러더퍼드 · 쇼퍼스 월드 브램턴 · 브램턴역 · 보베이어드 / 휴론타리오 · 마운트플레전트역 · 궬프 / 킹 · 조지타운역                                                                                              | 2023년 6월 24일 | |
| 31K  | 키치너               | Kitchener                  | 마운트플레전트역               | ↔    | 유니언역 버스 터미널 | 스틸즈 / 러더퍼드 · 쇼퍼스 월드 브램턴 · 브램턴역 · 보베이어드 / 휴론타리오 · 마운트플레전트역 | 2023년 6월 24일 | |
| 31L  | 키치너               | Kitchener                  | 브래멀리역                     | ↔    | 유니언역 버스 터미널 | 맬튼역 · 브래멀리역 | 2023년 6월 24일 | |
| 31X  | 키치너               | Kitchener                  | 마운트플레전트역               | ←    | 유니언역 버스 터미널 | 맬튼역 · 브래멀리역 · 스틸즈 / 러더퍼드 · 브램턴역 · 보베이어드 / 휴론타리오 · 마운트플레전트역 | 2023년 6월 24일 | |
| 61   | 리치먼드힐           | Richmond Hill              | 블루밍턴역                     | ↔    | 유니언역 버스 터미널 | 랭스태프역 · 리치먼드힐역 · 곰리역 · 블루밍턴역 | 2023년 6월 24일 | |
| 61D  | 리치먼드힐           | Richmond Hill              | 리치먼드힐역                   | →    | 유니언역 버스 터미널 | 당역 종착 | 2023년 6월 24일 | |
| 63   | 킹시티 / 토론토      | King City - Toronto        | 킹시티역                       | →    | 유니언역 버스 터미널 | 당역 종착 | 2023년 6월 24일 | |
| 65   | 뉴마켓 / 토론토      | Newmarket - Toronto        | 이스트귈림버리역               | ↔    | 유니언역 버스 터미널 | 웰링턴 / 404번 · 오로라역 · 뉴마켓역 · 이스트귈림버리역 | 2023년 6월 24일 | |
| 65C  | 뉴마켓 / 토론토      | Newmarket - Toronto        | 오로라역                       | ↔    | 유니언역 버스 터미널 | 웰링턴 / 404번 · 오로라역 | 2023년 6월 24일 | |
| 65E  | 뉴마켓 / 토론토      | Newmarket - Toronto        | 이스트귈림버리역               | ↔    | 유니언역 버스 터미널 | 러더퍼드역 · 메이플역 · 킹시티역 · 오로라역 · 뉴마켓역 · 이스트귈림버리역 | 2023년 6월 24일 | |
| 65F  | 뉴마켓 / 토론토      | Newmarket - Toronto        | 오로라역                       | ↔    | 유니언역 버스 터미널 | 러더퍼드역 · 메이플역 · 킹시티역 · 오로라역 | 2023년 6월 24일 | |
| 71   | 스토우빌             | Stouffville                | 레일웨이 / 알버트 (억스브릿지) | ↔    | 유니언역 버스 터미널 | 유니언빌역 · 센테니얼역 · 마컴역 · 마운트조이역 · 스토우빌역 · 올드엠역 · 47번 / 프론트 · 레일웨이 / 알버트 | 2023년 6월 24일 | |
| 71C  | 스토우빌             | Stouffville                | 올드엠역                       | ↔    | 유니언역 버스 터미널 | 유니언빌역 · 센테니얼역 · 마컴역 · 마운트조이역 · 스토우빌역 · 올드엠역 | 2023년 6월 24일 | |
| 71E  | 스토우빌             | Stouffville                | 마운트조이역                   | ↔    | 유니언역 버스 터미널 | 유니언빌역 · 센테니얼역 · 마컴역 · 마운트조이역 | 2023년 6월 24일 | |
| 90B  | 레이크쇼어 이스트    | Lakeshore East             | 유니언역 버스 터미널           | ↔    | 오샤와역             | 피커링역 · 에이잭스역 · 휘트비역 · 오샤와역 | 2023년 6월 24일 | |

### 시외버스
| 운행업체          | 경유지 |
| ----------------- | --- |
| 플릭스버스        | 휘트비 킹스턴 오타와 키치너 워털루 세인트캐서린스 나이아가라폴스 코틀랜드 뉴욕 해밀턴 브랜트퍼드 런던 채텀켄트 윈저 디트로이트 |
| 그레이하운드      | 버펄로 바타비아 로체스터 시러큐스 코틀랜드 빙엄턴 굴즈보로 뉴욕 |
| 메가버스          | 그림스비 세인트캐서린스 나이아가라폴스 킹스턴 브록빌 콘월 커클랜드 몬트리올 킹스턴 오타와 런던 버펄로 리지우드 뉴욕 버펄로 스테이트칼리지 해리스버그 킹오브프러시아 필라델피아 볼티모어 워싱턴 D.C. 런던 채텀켄트 윈저 디트로이트 |
| 온타리오 노스랜드 | 배리 브레이스브릿지 헌츠빌 노스베이 배리 페리사운드 서드베리 |
| 레드 애로우       | 킹스턴 오타와 |
| 라이더 익스프레스 | 벨빌 킹스턴 오타와 피터버러 오타와 |

## 연결편
버스 터미널은 GO 트랜싯 및 VIA 철도 열차가 정차하는 유니언 기차역까지 선상 통로를 통해 연결되어있다. 유니언 피어슨 급행 열차는 유니언역에서 토론토 피어슨 국제공항까지 운행한다. 터미널은 또한 토론토 교통국 (TTC)의 지하철과 노면전차가 정차하는 유니언 지하철역으로 연결되어있으며, 지하철역에는 1호선 영-유니버시티 지하철, 509번 하버프론트, 510번 스파다이나 노면전차가 운행한다. TTC의 6번 베이, 72번 페이브, 121번 포트요크 에스플러네이드 버스 또한 프론트와 베이가에 있는 도로변 정류장에 정차한다. 또한 포터항공이 유니언역 북서쪽에 있는 프론트와 요크에서 빌리 비숍 토론토 시티 공항을 오가는 셔틀버스를 운행한다.

## 같이 보기
- 유니언 기차역
- 유니언 지하철역